# Sverigehuset

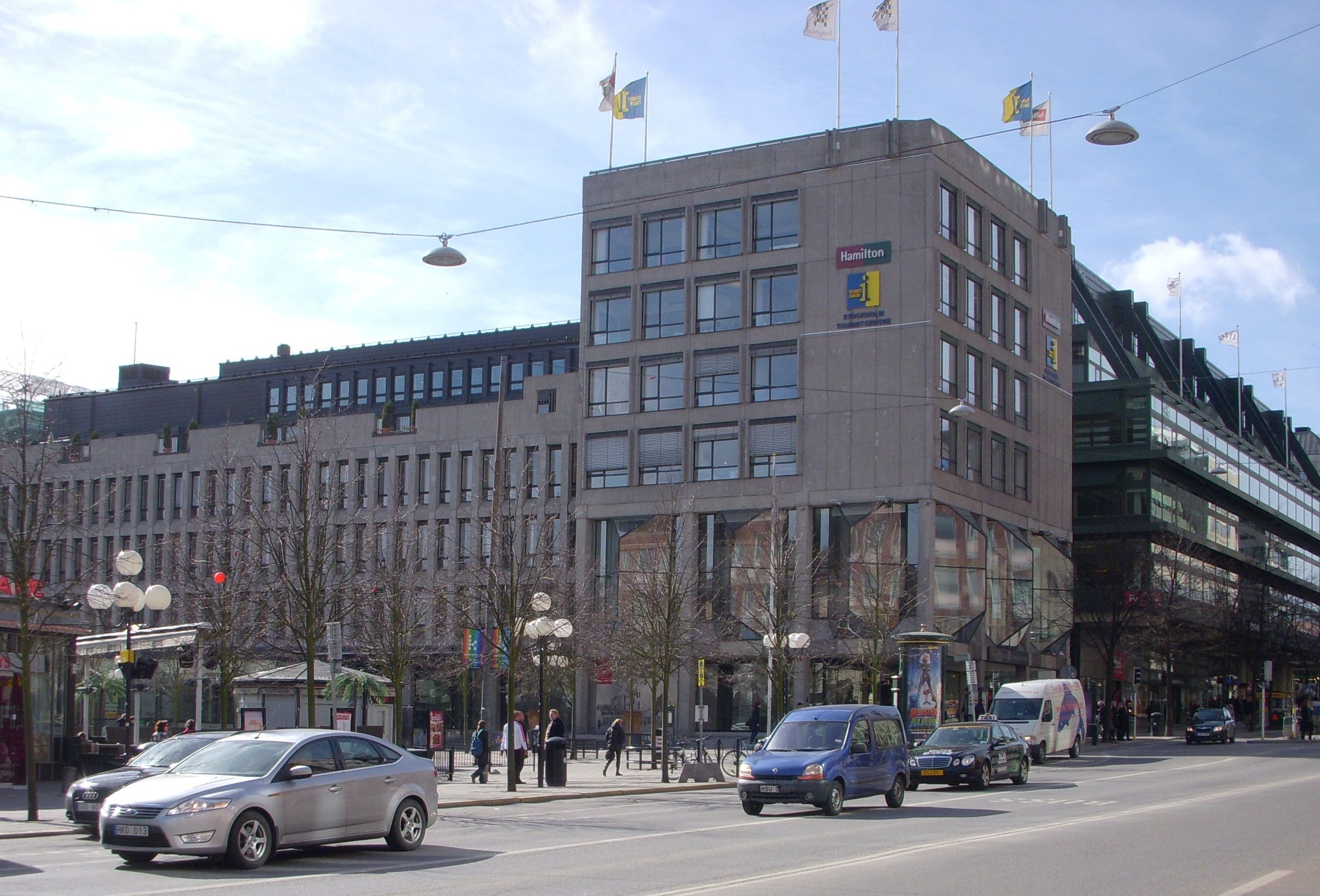
Sverigehuset (2009)

Sverigehuset  ligger i hörnet Hamngatan och Kungsträdgården i centrala Stockholm, huset projekterades och byggdes 1961-1969, efter ritningar av arkitekt Sven Markelius (hans sista arkitektuppdrag). Sverigehusets uppförande innebar att Ateljébyggnaden och den anrika Blancheteatern revs. Siri Derkert svarade för en del av den konstnärliga utsmyckningen med Sverigeväggen, ett stort metallkollage på fasaden mot Kungsträdgården, som invigdes 1969. Inom ramen för Stockholms stadsmuseums Norrmalmsinventering 2007 gavs Sverigehusets arkitektur en så kallad blåmärkning, vilket innebär att byggnaden utgör "synnerligen höga kulturhistoriska värden".

## Byggnadsvolymen
Sverigehusets byggnadsvolym var redan från början bestämd: sju våningar mot Hamngatan och fyra våningar mot Kungsträdgården. Anläggningen består av två byggnadskroppar, en lägre med kontor, för Svenska institutet och närstående institutioner samt restaurang och en betydligt högre volym åt Hamngatan. I denna ryms en stor utställningshall i två plan och däröver bibliotek, konferensrum, matsalar och studierum. Entréhallen domineras av stora fönster, som skjuter ut likt burspråk, formade som jättelika prismor mellan fasadpelarna. Dessa var på ursprungsritningarna utformade som rektangulära och plana fönster.

## Fasadmaterialet och besparingar

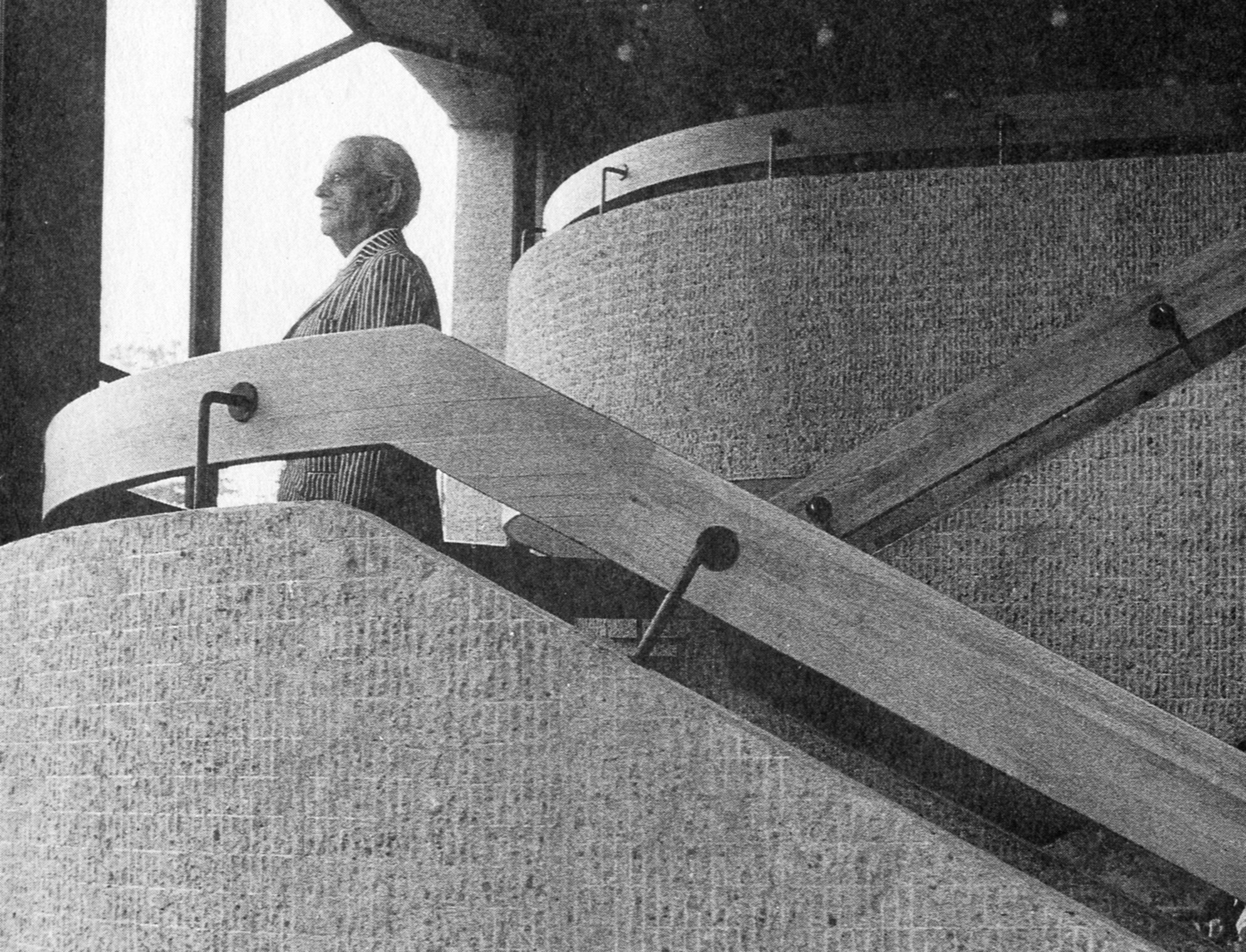
Sven Markelius i Sverigehusets trappa (1968)

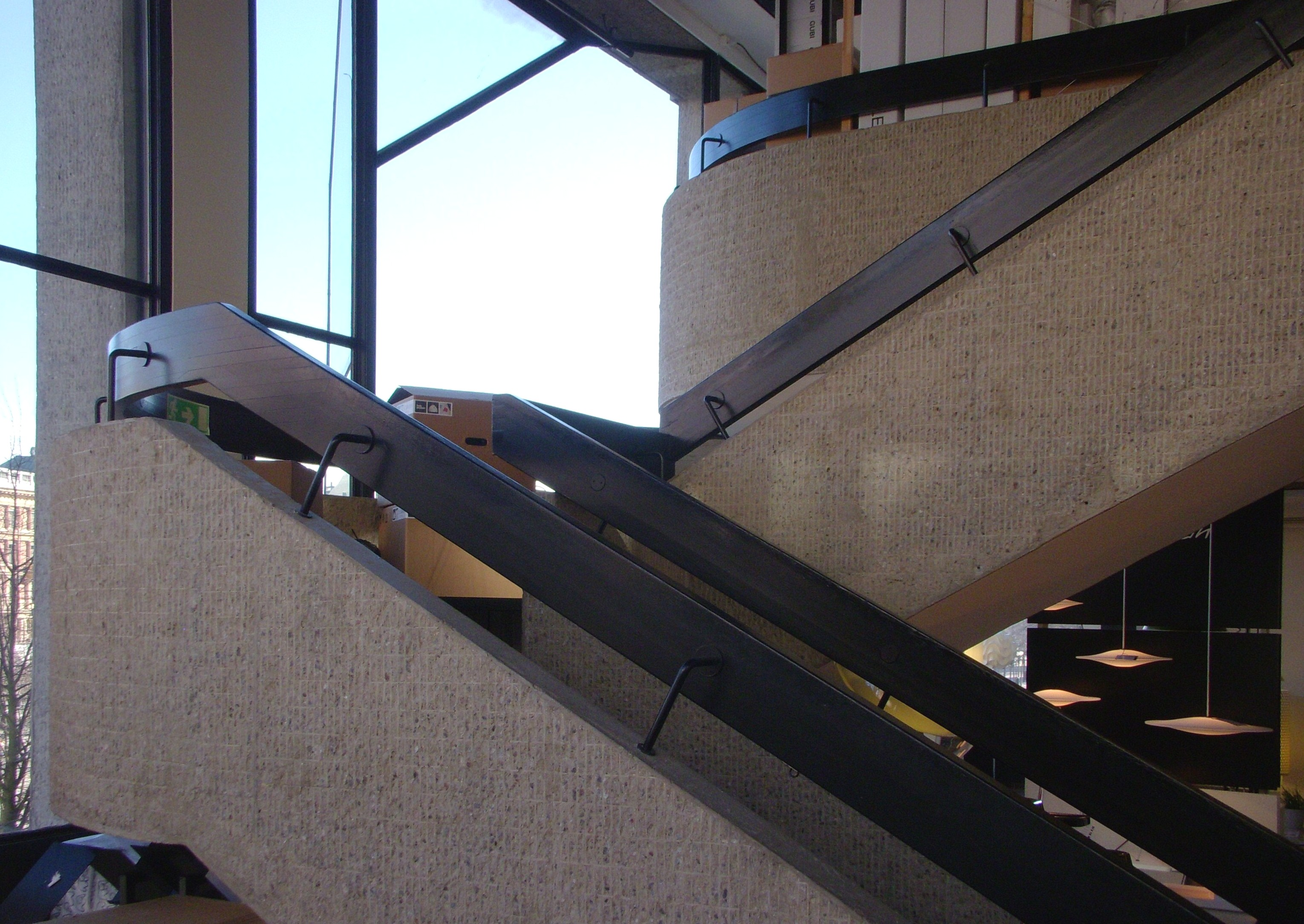
Samma trappa, samma plats 2012.

Sverigehusets fasadmaterial var ursprungligen tänkt att bli vit marmor. Men under projekteringen i slutet av 1960-talet inträffade Sveriges första större lågkonjunktur efter andra världskriget och det drabbade även Sverigehuset. Dåvarande finansminister  Gunnar Sträng beordrade kraftiga nedskärningar av kostnader för statliga byggnader. Åtstramningen föranleddes av den nyligen avslutade ombyggnaden för Operakällaren, vars kostnader hade rusat i höjden utan kontroll. Det blev inte marmor utan fasaderna och en del inre ytor fick utföras i betong men har genom speciell behandling fåtts att efterlikna natursten. Betongen har gjutits mot en rutindelad form och huggits med mejsel så att skarpa brottytor framträder.
Betongens ytstruktur hade Markelius experimenterat fram hemma i sin trädgård i Kevingevillan med hjälp av räfflade gummimattor och äggkartonger som gjutform. Den ytbehandlade betongen återkommer även invändigt, exempelvis i den monumentala, svängda trappan. Projektet drabbades även av andra svårigheter; byggnadstillståndet dröjde, det var i början av miljonprogrammets byggrusch och det var ont om byggarbetskraft, som hellre skulle syssla med sjukhus- och bostadsbyggen. När bygget äntligen kom igång 1966 var det med lärlingar.

## Verksamhet
Markelius själv beklagade efteråt att huset aldrig fick den utställningsverksamhet som han hade tänkt sig, sådan utåtriktad verksamheten kom istället att prägla det närbelägna Kulturhuset som blev färdigt några år efter Sverigehuset. Dessutom blev inte restaurangen den enkla samlingspunkt han hade avsett och inomhustorget på bottenvåningen blev inte till ett planerat allaktivitetsrum. Senare ombyggnader har även inneburit avsevärda förändringar.
Stockholm Tourist Centre (Stockholms turistbyrå) som har legat i byggnaden under många år flyttade i september 2010 till Vasagatan 14 och i de tidigare publika utrymmena fanns mellan 2010 och 2017 inredningsbutiken Illums Bolighus. Hösten 2018 flyttade den japanska klädkedjan Uniqlo in i lokalen.

## Bilder, exteriör

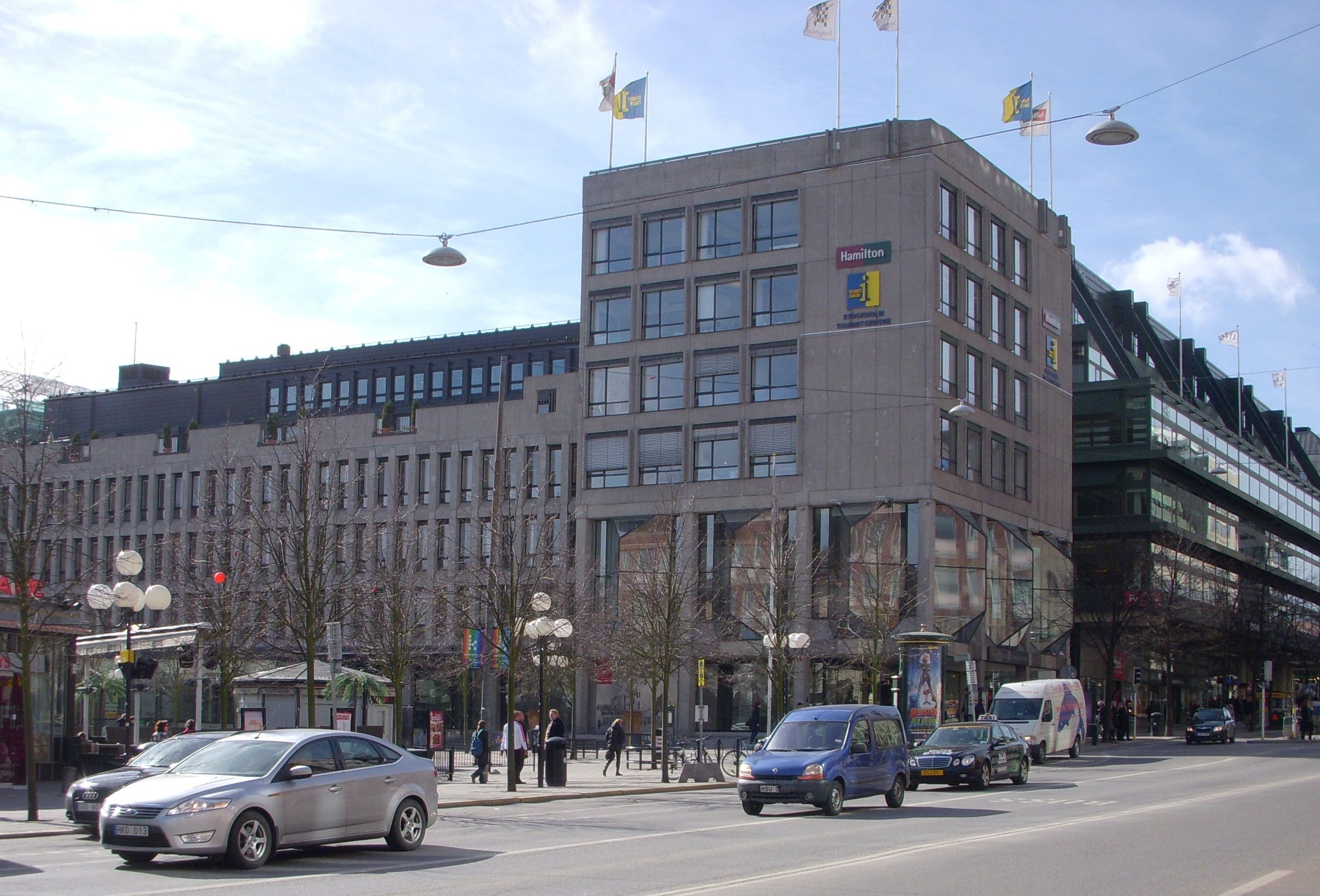
Sverigehuset år 2009
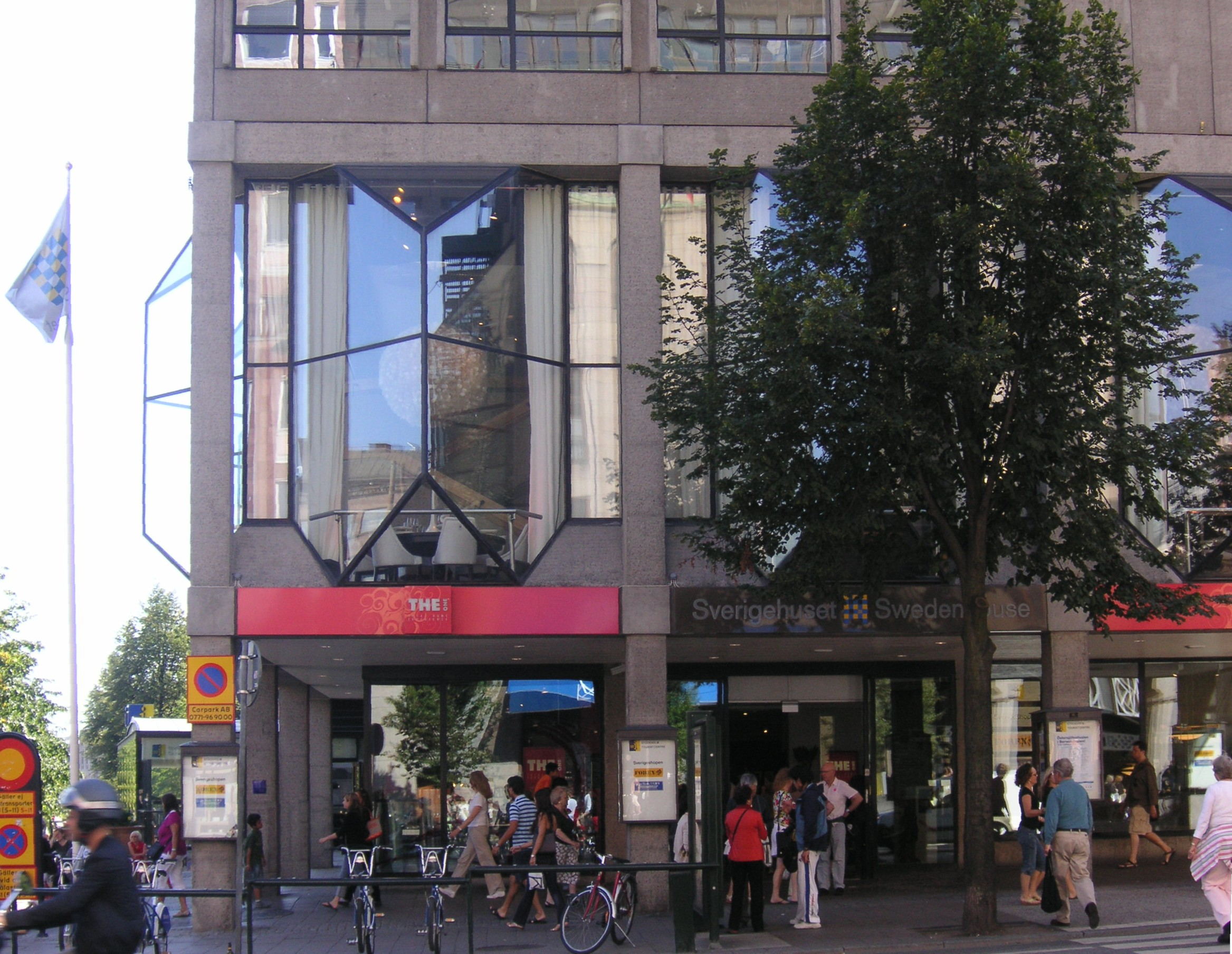
Fasaddetalj, prismafönster
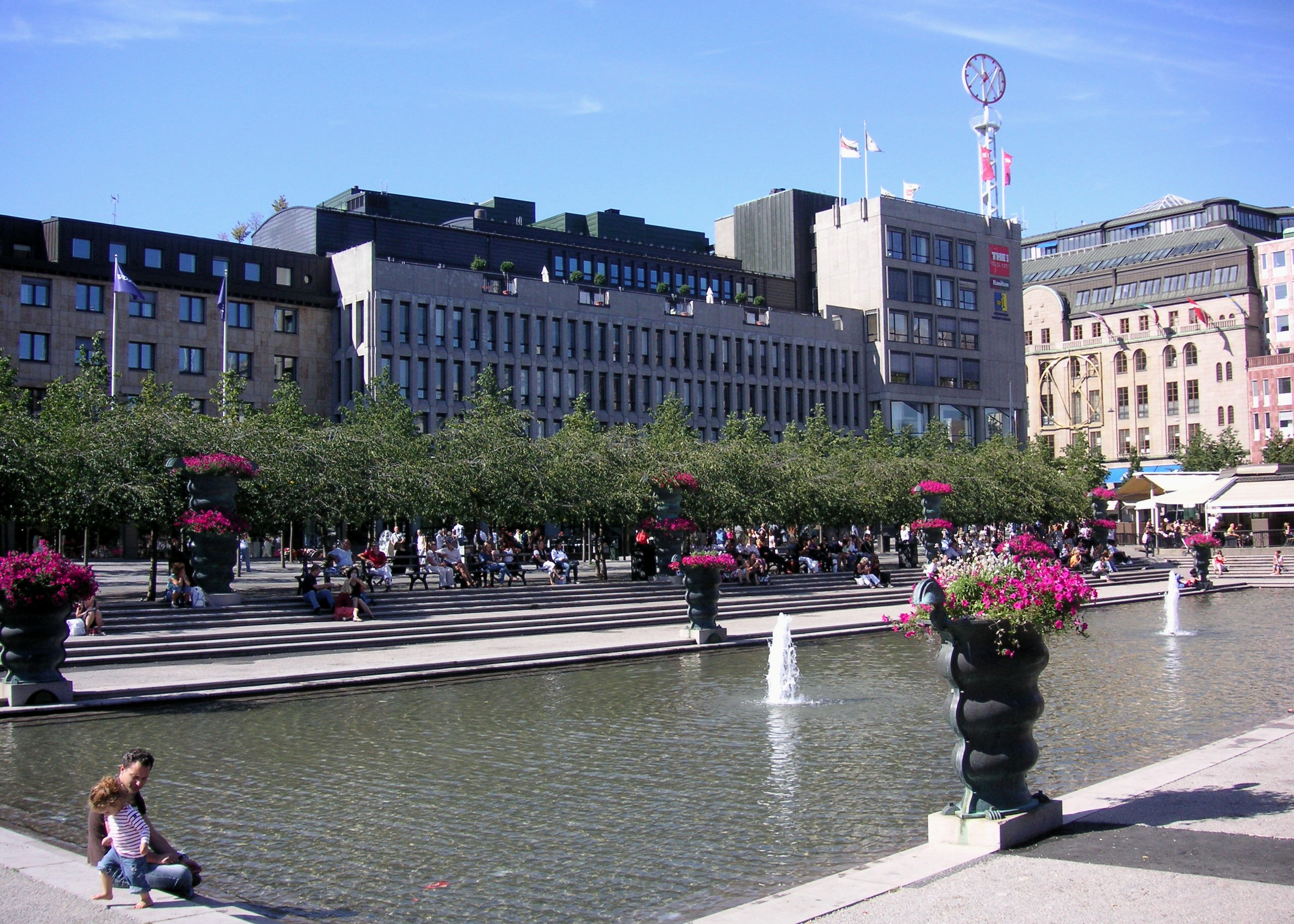
Fasad mot Kungsträdgården
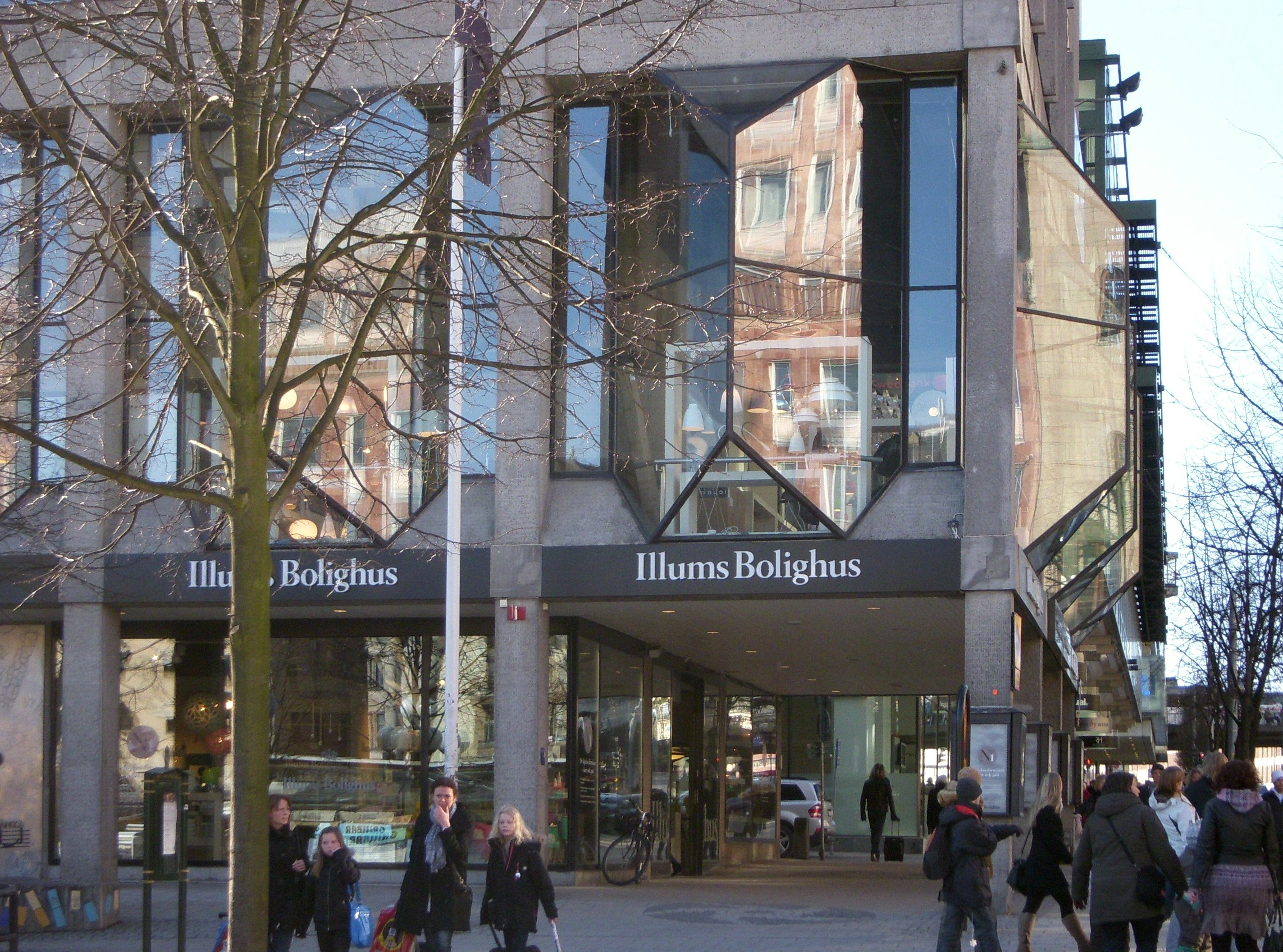
Fasaddetalj, prismafönster

## Detaljer och interiör

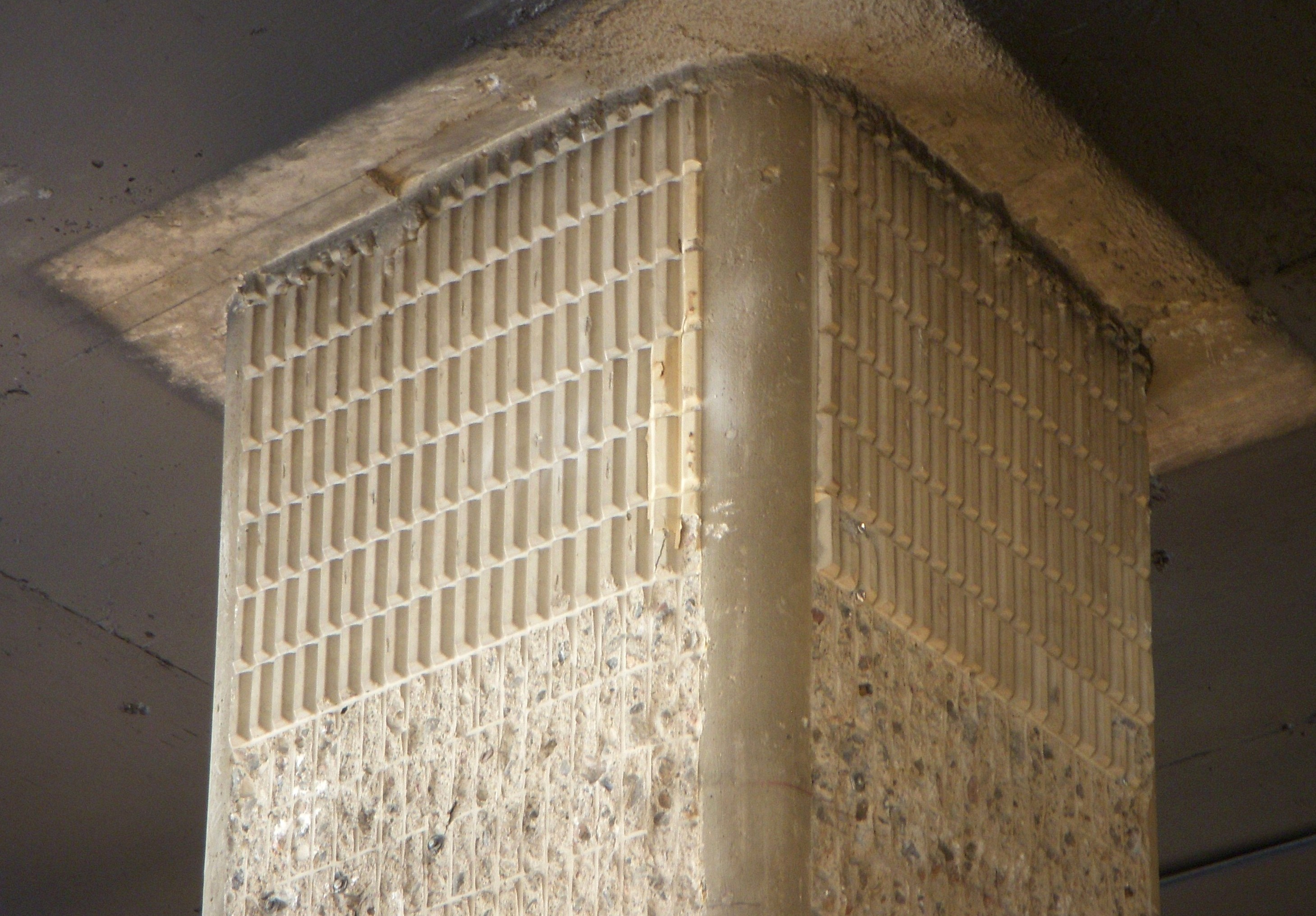
Behandlad och obehandlad betongyta på en pelare
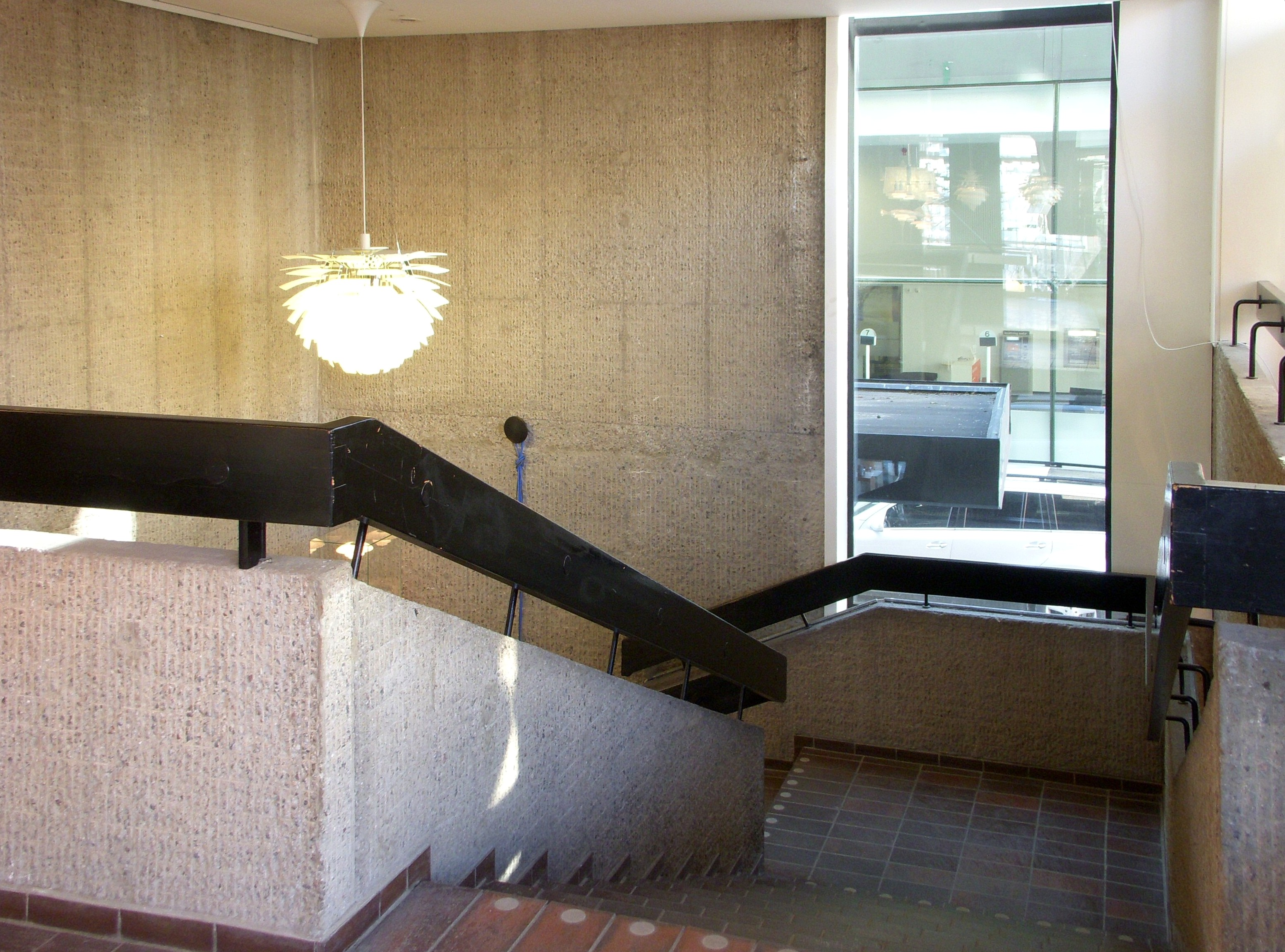
Huvudtrappan
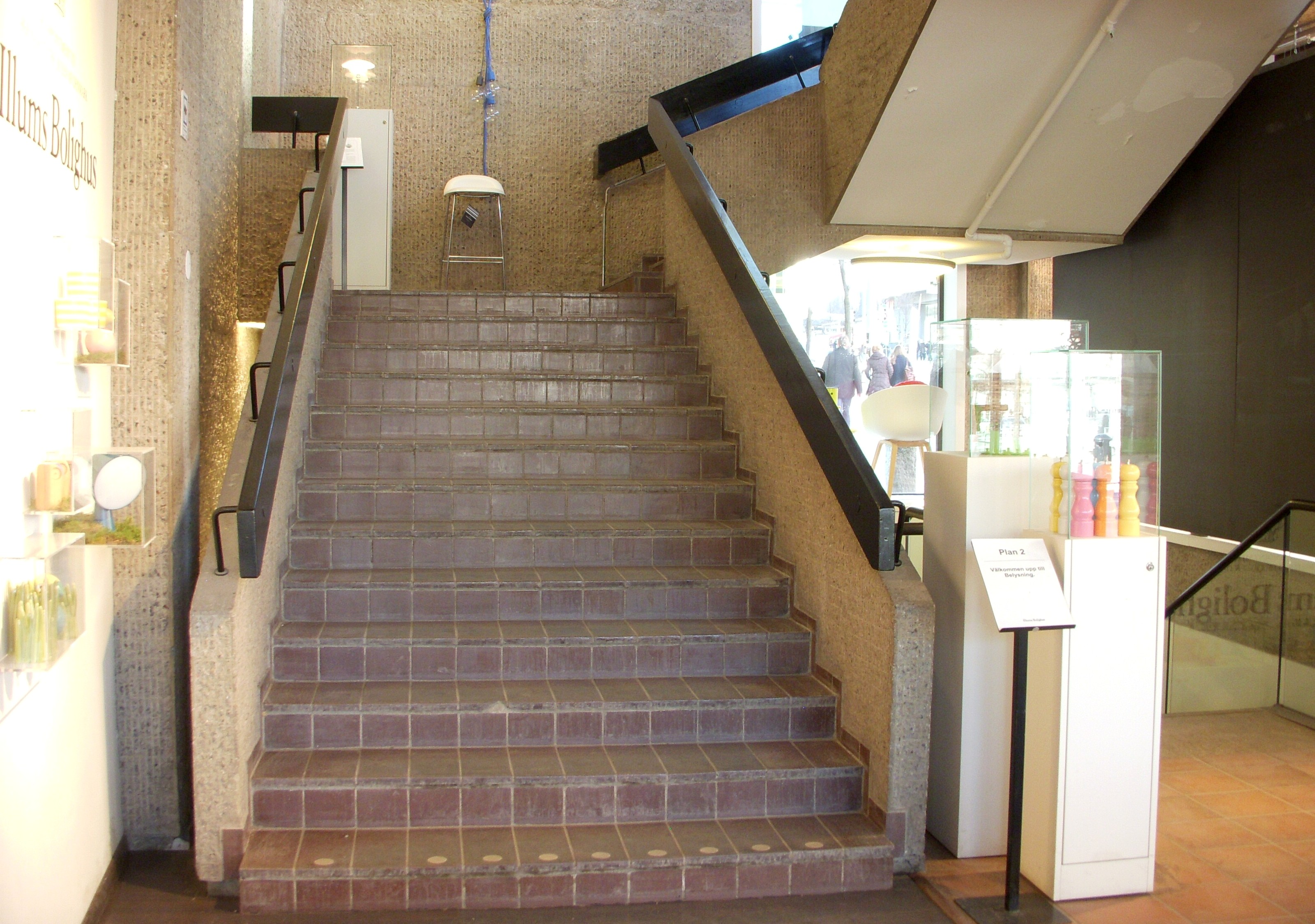
Huvudtrappan
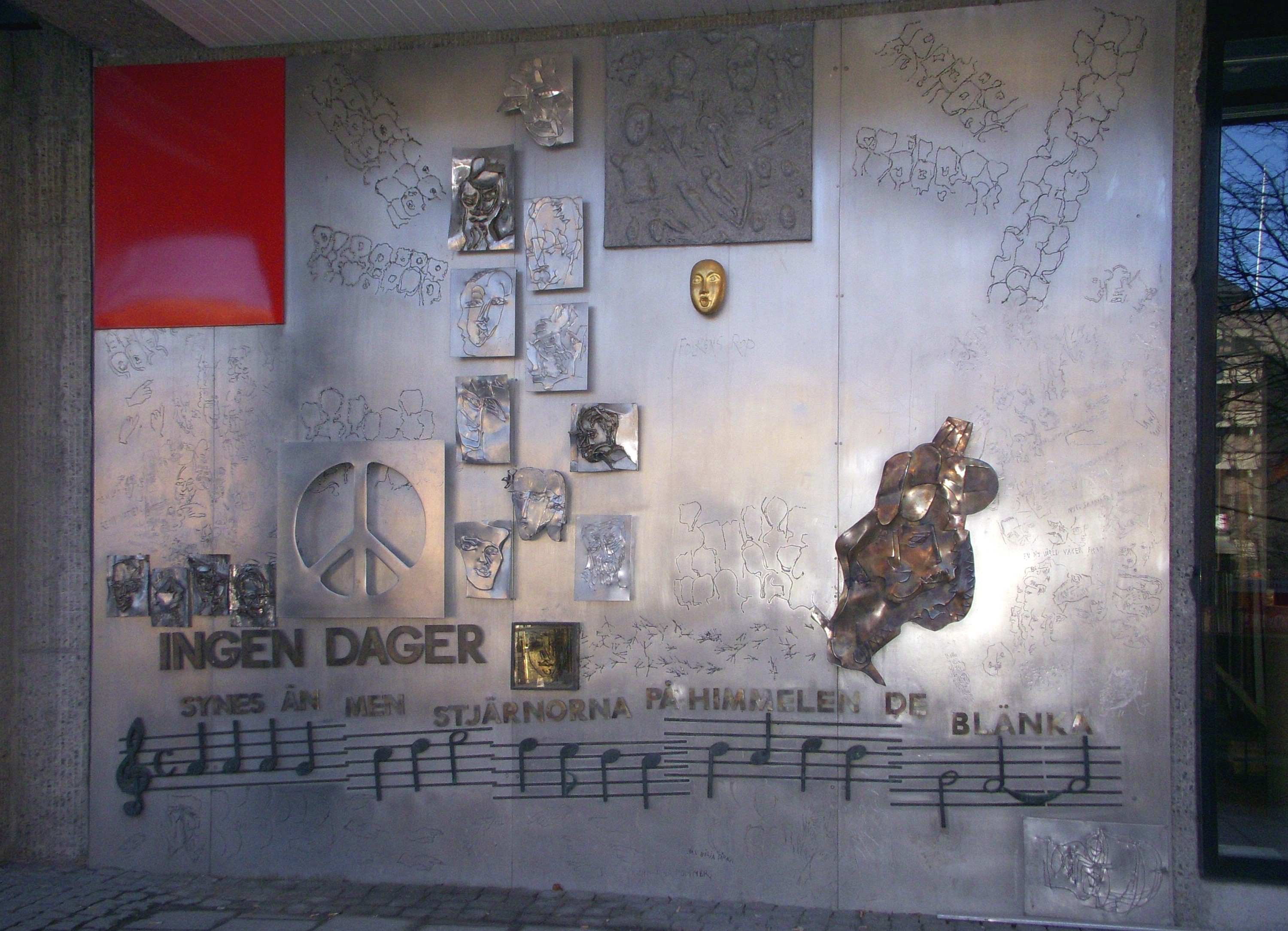
Sverigeväggen

### Fotnoter
1. ↑  Stadsmuseets interaktiva karta för kulturmärkning av byggnader i Stockholm.
2. 1 2  Rudberg (1989), s. 176
3. 1 2 3  Rudberg (1989), s. 177
4. ↑  Stockholms Turistbyrå öppnar vid Centralen.
5. ↑  ”Klart - snart öppnar Uniqlo i Stockholm”. Aftonbladet. https://www.aftonbladet.se/minekonomi/a/p6k1Xw/klart-da-oppnar-uniqlo-i-sverige. Läst 10 augusti 2018.